# Stanisław Dąbek

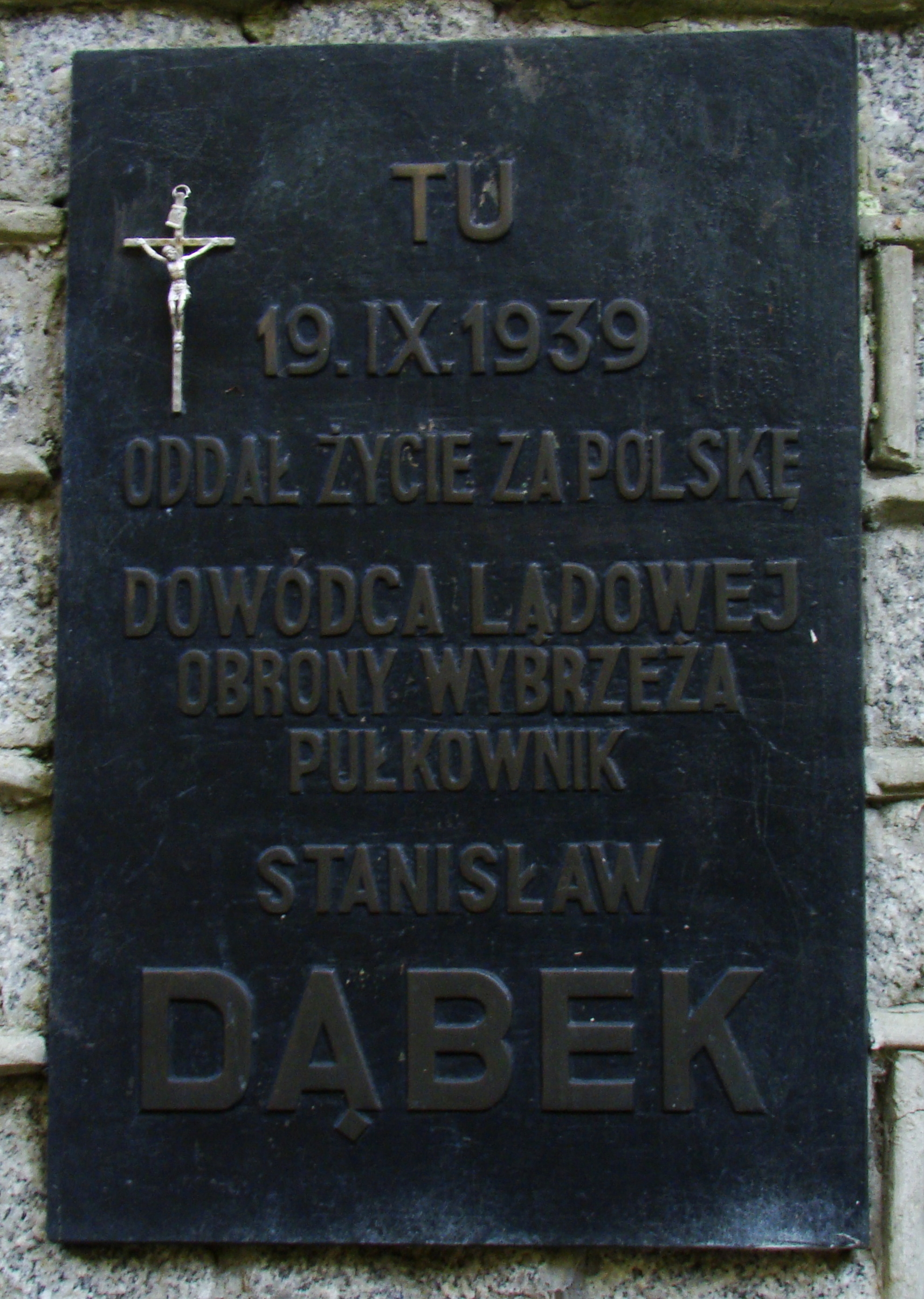
Plaque commémorative en hommage au colonel Stanisław Dąbek – Gdynia Babie Doły

Stanisław Dąbek (né le 28 mars 1892 à Nisko en Autriche-Hongrie (auj. Pologne) - mort au combat le 19 septembre 1939 à Kępa Oksywska) est un colonel de l'Armée polonaise, commandant de la Brigade maritime de défense nationale pendant la campagne de Pologne.

## Biographie

### Jeunesse
Il est le fils de Szczepan et Rozalia, en 1900 il s'installe avec sa famille à Dąbków où il termine ses études secondaires en 1908. Ensuite il termine l'école normale à Sokal. En 1911 il entreprend des études de droit à l'Université de Lwów et commence à travailler en tant qu'instituteur à Bóbrka près de Lwów.

### Première Guerre mondiale
En 1914 il est appelé à servir dans l'infanterie de l'Armée austro-hongroise puis envoyé dans une école des officiers de réserve. Après l'avoir terminée il est nommé sous-lieutenant et envoyé au front. Grièvement blessé pendant les combats dans les Carpates, il suit une longue convalescence après laquelle il reprend le combat en Italie jusqu'à la fin de la guerre.

### Au service de la Pologne
Fin 1918 il se porte volontaire pour servir dans l'Armée polonaise au sein de laquelle il est fait capitaine. Il prend part à la guerre polono-ukrainienne et à la guerre soviéto-polonaise, pendant ce temps-là il est promu au grade de commandant et devient chef de bataillon au 14e régiment d'infanterie, puis aux 8e et 7e régiment des légions. En décembre 1924 il est élevé au grade de lieutenant-colonel. À partir du 3 février 1928 il effectue un cours des chefs de régiment au Centre de formation de Rembertów. Ensuite il est désigné au poste de commandant de l'École des aspirants de réserve de Tomaszów Mazowiecki. Dans les années 1929-1930 il exerce la fonction de commandant de l'École des aspirants de réserve de Zambrów. Le 15 juillet 1930 il reçoit le commandement du 7e régiment d'infanterie. Nommé colonel fin 1931 il prend la tête du 52e régiment d'infanterie.
À l'aube la Seconde Guerre mondiale il est désigné  chef de la Brigade maritime de défense nationale. Il entreprend des travaux de fortification des positions qui lui sont confiées. Pendant la campagne de Pologne il commande l'ensemble des forces terrestres rassemblées autour de Gdynia. Face à la suprématie de la Wehrmacht, coupé du reste de l'Armée polonaise il décide d'évacuer la ville pour poursuivre les combats à Kępa Oksywska. Dans la soirée du 19 septembre, sachant la défaite imminente, le colonel Dąbek met fin à ses jours. Il est enterré au terrain militaire de Babie Doły. La cérémonie est célébrée par l'aumônier Władysław Miegoń. Le corps du colonel est exhumé le 23 octobre 1946 pour être inhumé sept jours plus tard au Cimetière de défenseurs du littoral à Redłowo. Le 30 août 1957 une plaque commémorative portant l'écriteau: "Je vais vous montrer comment se bat et meurt un Polonais" est apposée sur sa tombe. Une autre plaque en son hommage est mise en place le 19 septembre 1974 avec la présence de son épouse, Irena Dąbek.

## Décorations
- Croix d'argent de l'Ordre militaire de Virtuti Militari[11]
- Croix d'officier de l'Ordre Polonia Restituta[12]
- Croix de la Valeur (Krzyż Walecznych) - 2 fois[13]
- Croix d'or du mérite[14]
- Croix de l'Indépendance[15]
- Ordre de la Croix de Grunwald de 2e classe à titre posthume[16]

## Postérité
Le colonel Stanisław Dabek est élevé au rang de général de brigade à titre posthume en 1964.
En hommage à Stanisław Dąbek, son nom est donné:
- 1er régiment de fusiliers marins
- à la 143e équipe de scouts de Gdynia
- au 5e Lycée de Gdynia
- à l'École primaire de Sychowo
- à l'École primaire de Nisko
- à l'École primaire nr 10 de Tczew
- à l'École primaire nr 1 de Lubaczów
- au cargo construit dans les chantiers navals de Gdynia en 1969
- aux rues dans les villes suivantes : Bolesławiec, Częstochowa, Elbląg, Gdańsk, Gdynia, Kielce, Koszalin, Cracovie, Lubaczów, Nisko, Pruszcz Gdański, Reda, Rumia, Starogard Gdański, Tarnów, Varsovie, Wejherowo, Władysławowo et Wrocław.

### Philatélie
En 1984 la Poste polonaise émet un timbre postal "Défense de Kępa Oksywska-colonel Stanisław Dąbek" qui fait partie de la série "Campagne de Pologne 1939" (Wojna Obronna 1939).

### Numismatique
Le colonel est l'effigie de deux médailles éditées en 1989 et 2009.